# Grandes proyectos de construcción del comunismo
Los grandes proyectos de construcción del comunismo (en ruso: Великие стройки коммунизма) son un concepto que solía identificar una serie de los proyectos de construcción más ambiciosos y de gran importancia para la economía de la Unión Soviética. Los proyectos se iniciaron en la década de 1950 por orden de Iósif Stalin. Un libro de 1952, Hidrografía de la URSS, enumera los siguientes proyectos de riego, navegación y energía hidroeléctrica:
- La central hidroeléctrica de Kuibishev, ahora llamada central hidroeléctrica de Zhiguli, en el óblast de Samara, Rusia.
- La central hidroeléctrica de Stalingrado, ahora llamada central hidroeléctrica de Volgogrado, y la red de riego asociada en la depresión del Caspio.
- El embalse de Tsimliansk, ahora en óblast de Rostov, Rusia.
- El sistema de la central hidroeléctrica de Kajovka en la parte inferior del río Dniéper; el canal de Crimea del Norte, el canal del sur de Ucrania y las redes de riego en el norte de Crimea y el sur de Ucrania
- El canal principal de Turkmenistán, sin terminar.
- El canal Volga-Don.
- El canal Mar Blanco-Báltico.
- El canal de Moscú.